# Aeropuerto de Skopie
El Aeropuerto de Skopie (IATA: SKP, OACI: LWSK) (macedonio: Аеродром Скопје), también conocido como Aeropuerto Internacional de Skopie, es el de mayor tamaño y movimiento de Macedonia del Norte. Sirve a la capital, Skopie, y además es el centro de conexión de la aerolínea MAT Macedonian Airlines.
En diciembre de 2006, el gobierno de la República anunció planes para renombrar el aeropuerto en homenaje a Alejandro Magno, reavivando una disputa diplomática más amplia con Grecia, la cual considera a Alejandro Magno como parte de su propia herencia. Consideran que el nuevo nombre crea confusión con el ya existente Aeropuerto Internacional de Kavala, "Alejandro Magno", el cual se encuentra en la vecina región griega de Macedonia.
En febrero de 2018, el título de Alejandro Magno fue retirado del nombre del aeropuerto y sustituido por Aeropuerto Internacional de Skopie en un esfuerzo para mejorar las relaciones con Grecia y finalizar la disputa sobre el nombre de Macedonia.

## Accidentes
El 5 de marzo de 1993, un Fokker F-100 PH-KXL de Palair que se dirigía hacia Zúrich se estrelló segundos después de despegar de la pista 34. Las investigaciones del accidente determinaron que la causa del mismo fue un fallo de los pilotos, que no deshelaron la aeronave antes de partir. De las 97 personas a bordo, 81 murieron.

## Aerolíneas y destinos

### Destinos internacionales
| Ciudades por países        | Nombre del aeropuerto                             | Aerolíneas | Aeronaves         | Frecuencias semanales |
| África                     | África                                            | África | África            | África                |
| -------------------------- | ------------------------------------------------- | --- | ----------------- | --------------------- |
| Egipto                     |                                                   | |                   |                       |
| Hurghada                   | Aeropuerto Internacional de Hurghada              | Air Cairo AMC Airlines (Chárter estacional) BH Air (Chárter estacional) | B737-800 A320-232 |                       |
| Túnez                      |                                                   | |                   |                       |
| Enfidha                    | Aeropuerto Internacional de Enfidha-Hammamet      | BH Air (Chárter estacional) | A320-232          |                       |
| Túnez                      | Aeropuerto Internacional de Túnez-Cartago         | Tunisair (Chárter estacional) (inicia 24 de junio de 2024) |                   |                       |
| Yerba                      | Aeropuerto Internacional de Yerba-Zarzis          | BH Air (Chárter estacional) | A320-232          |                       |
| Asia                       |                                                   | |                   |                       |
| Chipre                     |                                                   | |                   |                       |
| Lárnaca                    | Aeropuerto Internacional de Lárnaca               | BH Air (Chárter estacional) | A320-232          |                       |
| Turquía                    |                                                   | |                   |                       |
| Antalya                    | Aeropuerto de Antalya                             | AnadoluJet (Estacional) Freebird Airlines (Chárter estacional) Pegasus Airlines (Estacional) (inicia 2 de junio de 2024) SunExpress Tailwind Airlines (Chárter estacional) | A32x B737         |                       |
| Bodrum                     | Aeropuerto de Milas-Bodrum                        | AnadoluJet (Estacional) |                   |                       |
| Esmirna                    | Aeropuerto de Esmirna-Adnan Menderes              | Pegasus Airlines SunExpress | B737              |                       |
| Estambul                   | Aeropuerto Internacional de Estambul              | Turkish Airlines |                   |                       |
| Estambul                   | Aeropuerto Internacional Sabiha Gökçen            | Pegasus Airlines |                   |                       |
| Europa                     |                                                   | |                   |                       |
| Alemania                   |                                                   | |                   |                       |
| Berlín                     | Aeropuerto de Berlín-Brandeburgo Willy Brandt     | Wizz Air | A32x              |                       |
| Bremen                     | Aeropuerto de Bremen                              | Wizz Air | A32x              |                       |
| Colonia                    | Aeropuerto de Colonia/Bonn                        | Wizz Air | A32x              |                       |
| Dortmund                   | Aeropuerto de Dortmund                            | Wizz Air | A32x              |                       |
| Fráncfort del Meno         | Aeropuerto de Fráncfort del Meno                  | Lufthansa |                   |                       |
| Hahn                       | Aeropuerto de Frankfurt-Hahn                      | Wizz Air | A32x              |                       |
| Friedrichshafen            | Aeropuerto de Friedrichshafen                     | Wizz Air | A32x              |                       |
| Hamburgo                   | Aeropuerto de Hamburgo-Fuhlsbüttel                | Wizz Air | A32x              |                       |
| Karlsruhe                  | Aeropuerto de Karlsruhe-Baden Baden               | Wizz Air | A32x              |                       |
| Memmingen                  | Aeropuerto de Memmingen                           | Wizz Air | A32x              |                       |
| Núremberg                  | Aeropuerto de Núremberg                           | Wizz Air | A32x              |                       |
| Austria                    |                                                   | |                   |                       |
| Salzburgo                  | Aeropuerto de Salzburgo                           | Wizz Air (inicia 1 de abril de 2024) | A32x              |                       |
| Viena                      | Aeropuerto de Viena                               | Austrian Airlines |                   |                       |
| Bélgica                    |                                                   | |                   |                       |
| Charleroi                  | Aeropuerto de Bruselas-Charleroi                  | Wizz Air | A32x              |                       |
| Bosnia y Herzegovina       |                                                   | |                   |                       |
| Sarajevo                   | Aeropuerto Internacional de Sarajevo              | Aegean Airlines | A32x              |                       |
| Croacia                    |                                                   | |                   |                       |
| Split                      | Aeropuerto de Split                               | Croatia Airlines (Estacional) |                   |                       |
| Zagreb                     | Aeropuerto de Zagreb-Pleso                        | Croatia Airlines |                   |                       |
| Dinamarca                  |                                                   | |                   |                       |
| Copenhague                 | Aeropuerto de Copenhague-Kastrup                  | Wizz Air | A32x              |                       |
| Eslovaquia                 |                                                   | |                   |                       |
| Bratislava                 | Aeropuerto de Bratislava-Milan Rastislav Štefánik | Wizz Air | A32x              |                       |
| Eslovenia                  |                                                   | |                   |                       |
| Liubliana                  | Aeropuerto de Liubliana                           | Wizz Air | A32x              |                       |
| España                     |                                                   | |                   |                       |
| Barcelona                  | Aeropuerto de Barcelona-El Prat                   | Wizz Air (inicia el 3 de mayo de 2025) |                   |                       |
| Finlandia                  |                                                   | |                   |                       |
| Turku                      | Aeropuerto de Turku                               | Wizz Air | A32x              |                       |
| Francia                    |                                                   | |                   |                       |
| Beauvais                   | Aeropuerto de Beauvais Tillé                      | Wizz Air | A32x              |                       |
| Grecia                     |                                                   | |                   |                       |
| Atenas                     | Aeropuerto Internacional Eleftherios Venizelos    | Aegean Airlines | A32x              |                       |
| Hungría                    |                                                   | |                   |                       |
| Budapest                   | Aeropuerto de Budapest-Ferenc Liszt               | Wizz Air | A32x              |                       |
| Italia                     |                                                   | |                   |                       |
| Bolonia                    | Aeropuerto de Bolonia                             | Wizz Air | A32x              |                       |
| Milán                      | Aeropuerto de Milán-Malpensa                      | Wizz Air | A32x              |                       |
| Roma                       | Aeropuerto de Roma-Ciampino                       | Wizz Air (reinicia 31 de marzo de 2024) | A32x              |                       |
| Roma                       | Aeropuerto de Roma-Fiumicino                      | Wizz Air (finaliza 30 de marzo de 2024) | A32x              |                       |
| Treviso                    | Aeropuerto de Sant'Angelo Treviso                 | Wizz Air | A32x              |                       |
| Letonia                    |                                                   | |                   |                       |
| Riga                       | Aeropuerto Internacional de Riga                  | airBaltic (Estacional) (inicia 2 de mayo de 2024) | A220-371          |                       |
| Luxemburgo                 |                                                   | |                   |                       |
| Luxemburgo                 | Aeropuerto de Luxemburgo Findel                   | Wizz Air (suspendido) | A32x              |                       |
| Malta                      |                                                   | |                   |                       |
| La Valeta                  | Aeropuerto Internacional de Malta                 | Wizz Air | A32x              |                       |
| Noruega                    |                                                   | |                   |                       |
| Oslo                       | Aeropuerto de Sandefjord-Torp                     | Norwegian Air Shuttle (Estacional) | B737              |                       |
| Sandefjord                 | Aeropuerto de Sandefjord-Torp                     | Wizz Air | A32x              |                       |
| Países Bajos               |                                                   | |                   |                       |
| Eindhoven                  | Aeropuerto de Eindhoven                           | Wizz Air | A32x              |                       |
| Polonia                    |                                                   | |                   |                       |
| Varsovia                   | Aeropuerto Chopin de Varsovia                     | LOT Polish Airlines |                   |                       |
| Reino Unido                |                                                   | |                   |                       |
| Londres                    | Aeropuerto de Londres-Luton                       | Wizz Air | A32x              |                       |
| Serbia                     |                                                   | |                   |                       |
| Belgrado                   | Aeropuerto de Belgrado-Nikola Tesla               | Air Serbia |                   |                       |
| Suecia                     |                                                   | |                   |                       |
| Estocolmo                  | Aeropuerto de Estocolmo-Skavsta                   | Wizz Air | A32x              |                       |
| Gotemburgo                 | Aeropuerto de Gotemburgo-Landvetter               | Wizz Air | A32x              |                       |
| Malmö                      | Aeropuerto de Malmö                               | Wizz Air | A32x              |                       |
| Suiza                      |                                                   | |                   |                       |
| Ginebra                    | Aeropuerto Internacional de Ginebra               | easyJet Switzerland | A3xx              |                       |
| Zúrich                     | Aeropuerto Internacional de Zúrich                | Chair Airlines Edelweiss Air | A3xxceo A320-214  |                       |
| Suiza / Francia / Alemania |                                                   | |                   |                       |
| Basilea                    | Aeropuerto de Basilea-Mulhouse-Friburgo           | Wizz Air | A32x              |                       |

## Estadísticas
Ver fuente y consulta Wikidata.